# اکسالاگ
آچالاگ (به مجاری:  Acsalag) یک سکونتگاه مسکونی در مجارستان است که در دیور-موشون-شوپرون واقع شده‌است.